# Sacristain
Pour les articles homonymes, voir Sacristain (homonymie).
Un sacristain ou une sacristine est une personne (laïque ou religieuse), employée par le diocèse ou la paroisse, chargée de la tenue de la sacristie et du bon déroulement matériel des célébrations.
Il peut agir en tant que bénévole ou salarié selon les diocèses.

## Description
Le sacristain prépare notamment tous les objets liturgiques nécessaires pour la messe et se consacre à l’entretien des églises et de toutes les salles annexes. En ce qui concerne les services religieux, il met en place les fleurs, actionne la sonnerie des cloches et prépare les vêtements liturgiques. Il ouvre et referme les locaux et informe les enfants de chœur.
Son travail peut être un emploi à temps plein ou une occupation à titre accessoire, cela dépend de la taille de l’église.
S'il est chargé plus généralement de la tenue de l'église, on parle alors de bedeau.
Si cette personne est une femme, on parle alors de sacristaine ou sacristine.
Son saint patron est saint Constant.

## Historique
À Rome, dès le IIIe siècle, les ostiarii (portiers) et mansionarii font office de sacristain.  
La décrétale De officio sacristæ du pape Grégoire IX en 1234 précise que des bénéfices réguliers sont attribués au sacristain. S'aidant du coutumier dominicain rédigé par Humbert de Romans au milieu du XIIIe siècle, le Livre des sépultures (Libellus funerum) du frère Jean, sacristain au couvent des Frères prêcheurs de Bologne, énumère en 1291 les devoirs liés à sa charge (entretenir l'église, sonner les heures, préparer les cérémonies). 
Le canon 231 du Code de droit canonique de 1983 relatif aux « laïcs qui sont affectés de manière permanente ou temporaire à un service spécial d'Église » précise leurs droits et devoirs et leur rémunération.

## Le suisse
Le sacristain qui porte un costume d’apparat lors des cérémonies religieuses est appelé « suisse d'église » (la fonction ayant été créée en France en 1771 afin de procurer une retraite à d'anciens gardes suisses) ; il ouvre notamment les processions en faisant sonner sur le dallage la hampe de sa hallebarde ou le fer de sa canne à pommeau d'argent. Des suisses d'église officient toujours à Cany-Barville (Normandie), Laning (Lorraine), Strasbourg (Alsace)ainsi qu'à Tours (Région centre) même si dans ce dernier cas ils ne portent plus la tenue sur l'illustration ci-contre mais une tenue plus moderne.

## Galerie

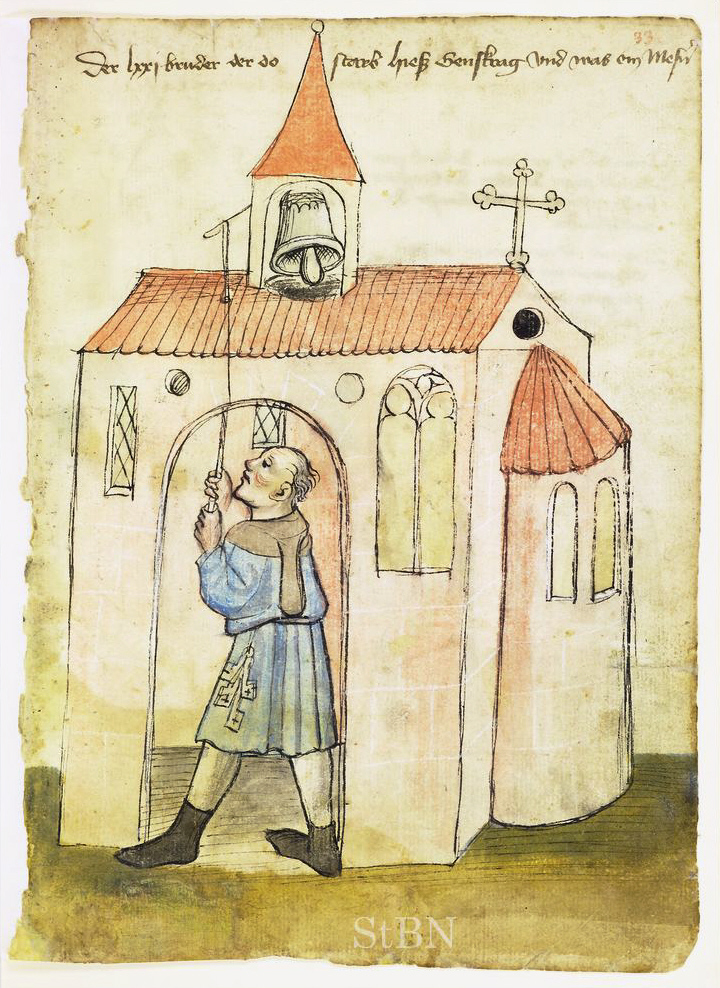
Un bedeau sonnant la cloche.
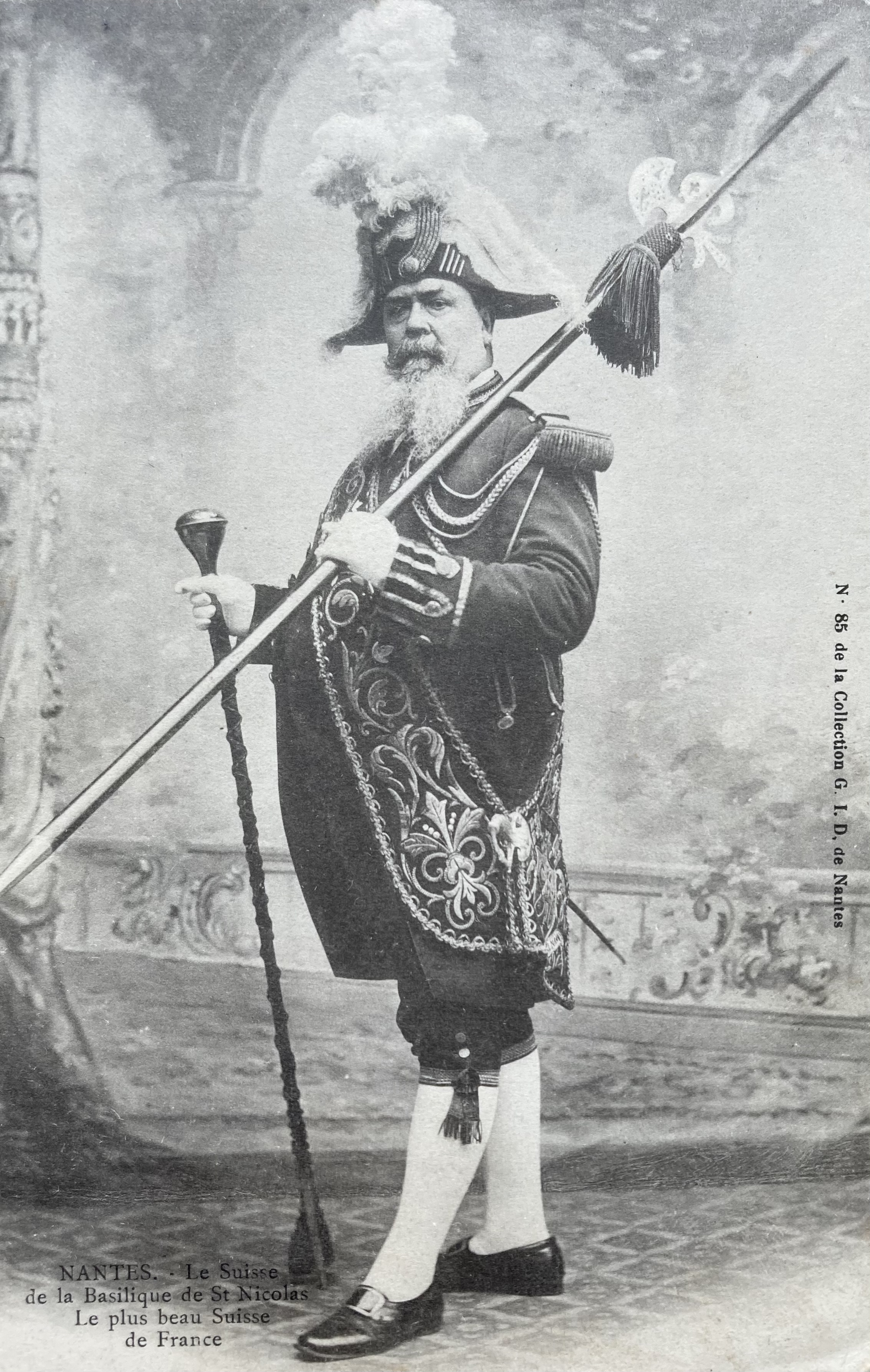
Suisse de Nantes vers 1900.
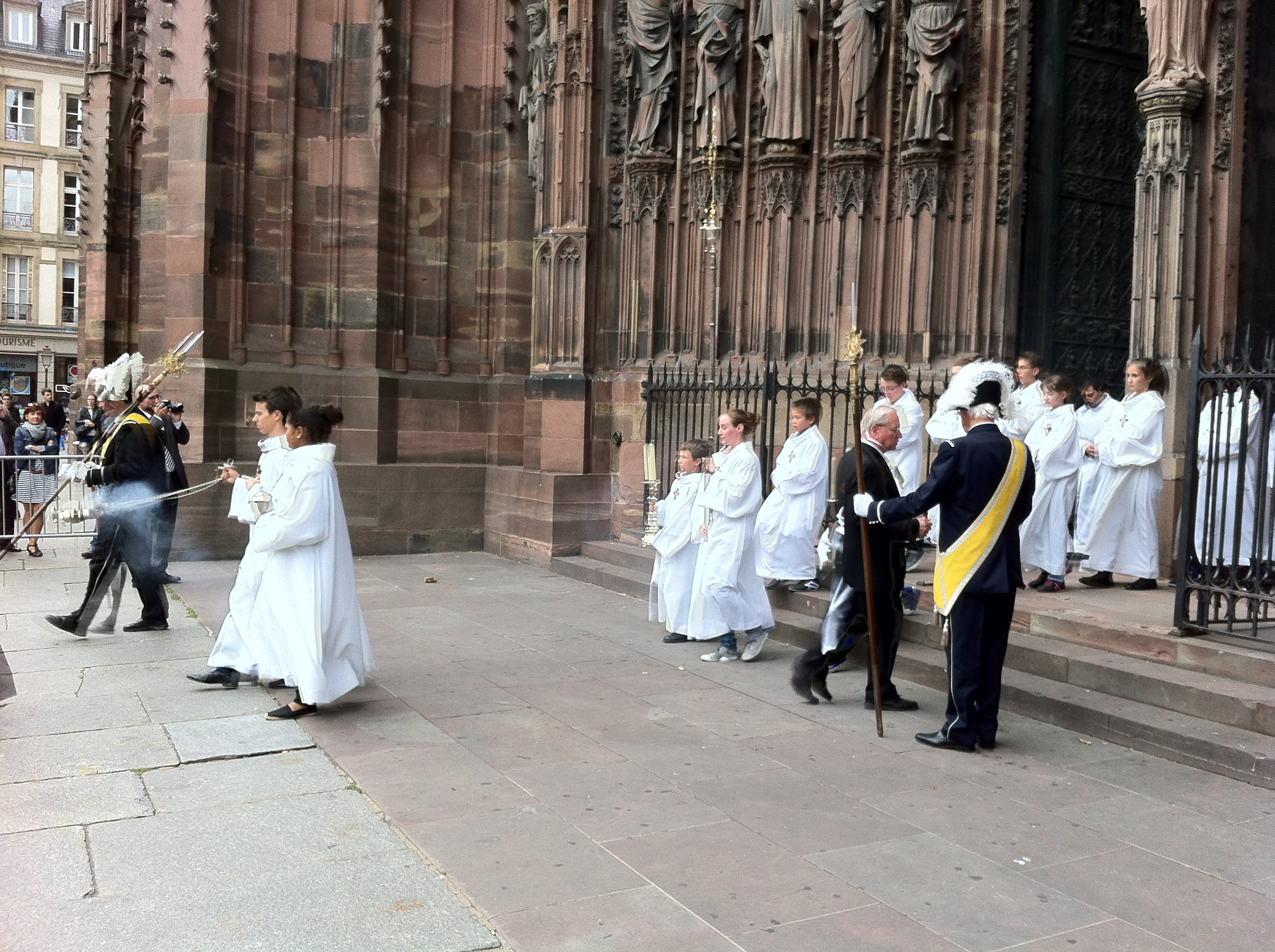
Cérémonie de clôture des festivités du millénaire de la cathédrale Notre-Dame de Strasbourg en 2015.
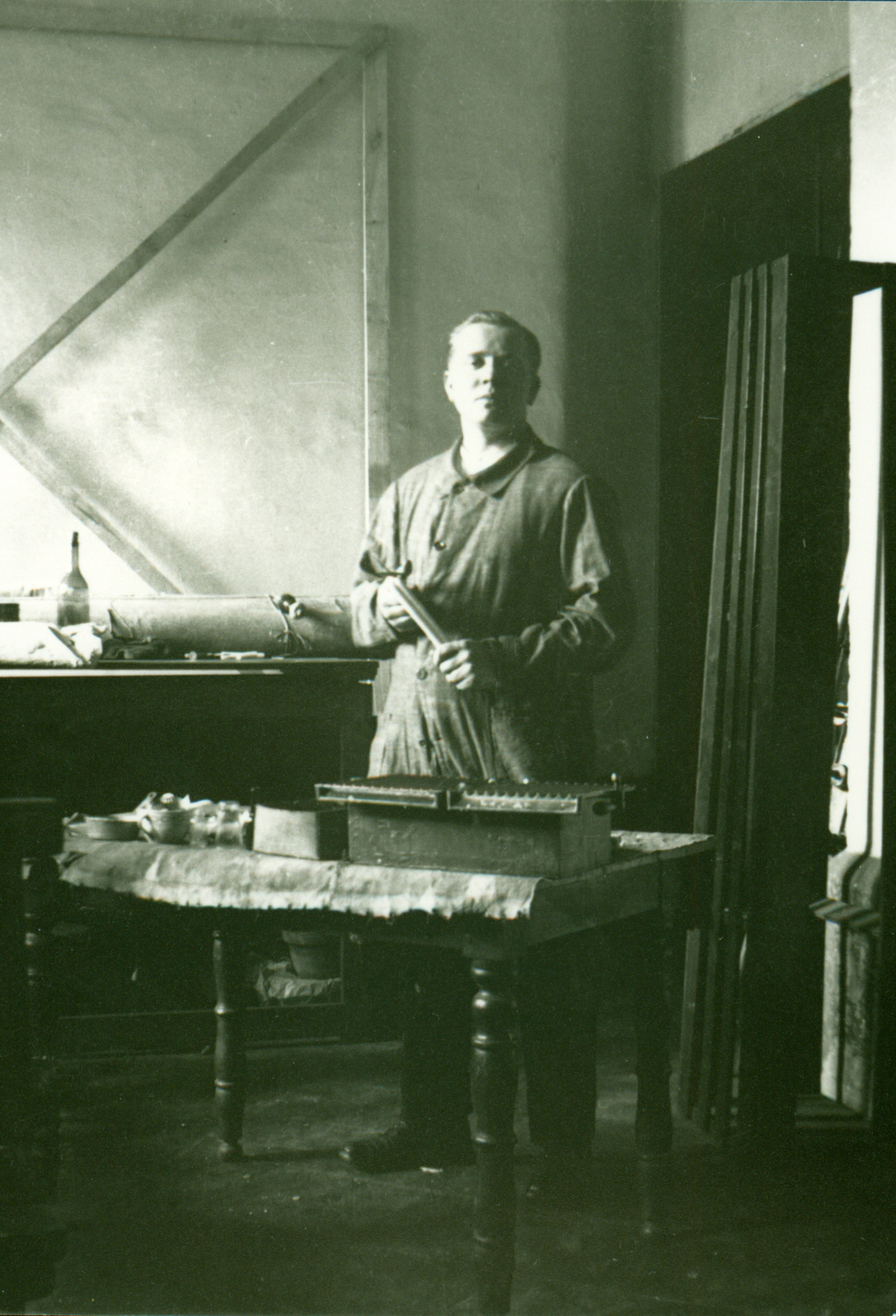
Sacristain dans son atelier en 1932.